# Memnonia panzeri
Memnonia panzeri är en insektsart som beskrevs av Hamilton 2000. Memnonia panzeri ingår i släktet Memnonia och familjen dvärgstritar. Inga underarter finns listade i Catalogue of Life.